# Jakuci
Jakuci (jakuc. Саха Sacha, l.mn. Сахалар Sachalar) – naród turecki zamieszkujący rosyjską Jakucję w środkowej Syberii. Najwięcej spośród nich mieszka w relatywnie gęsto zaludnionych dolinach środkowej Leny oraz Ałdanu i Wiluju. Niektórzy przedstawiciele tego narodu żyją też na terenach położonych bardziej na północ, i jakkolwiek obszary te zajmują powierzchnię większą niż doliny rzeczne, liczba ludności z racji trudnych warunków klimatycznych jest niewielka. Obszary zamieszkane przez Jakutów to przede wszystkim tajga.
W 2002 r. Federację Rosyjską zamieszkiwało 456 tysięcy Jakutów, z czego w Jakucji – 382 tys. Pozostali żyli na terenach ościennych, głównie w obwodzie amurskim, obwodzie magadańskim, Ewenkijskim Okręgu Autonomicznym.

## Język
Jakuci używają języka jakuckiego, należącego do języków turkijskich. Na język ten istotny wpływ wywarły języki sąsiednich ludów tunguskich, w największym stopniu języki mongolskie i w nowszych czasach – język rosyjski.
Język jakucki wraz z językiem dołgańskim tworzy osobną grupę w rodzinie turkijskiej.

## Historia
Najwcześniejsze ślady człowieka w Jakucji pochodzą z wczesnego paleolitu. Pod wieloma względami Jakuci różnią się od sąsiednich mieszkańców Syberii. Ich język należy do ałtajskiej rodziny, zaliczanej do języków północnotureckich. Co więcej, Jakuci byli początkowo hodowcami, a ich sąsiedzi zajmowali się łowiectwem i rybołówstwem. Z tych powodów, tradycyjna teoria o pochodzeniu Jakutów mówi, iż przybyli znad jeziora Bajkał w X–XIII wieku. Mieli się składać z tureckich stepowych plemion z gór Ałtaj oraz tubylczych syberyjskich ludów, zwłaszcza Ewenów i Ewenków. Rosyjscy badacze, jak Okladnikow i Tukarew, stwierdzili, że mimo niemożności wykluczenia południowych elementów rasowe i językowe dowody wskazują, że Jakuci to rdzenny lud obszaru środkowej Leny.
W latach dwudziestych XVII wieku Jakucja została zaanektowana przez Rosję i przez cały XVIII w. region służył jako baza tranzytowa i główna trasa prowadząca do zajmowanych ziem syberyjskich. Rosja nałożyła na Jakutów jasak (daninę w naturze, najczęściej w postaci futer) i wysłała tam wojska, które tłumiły kolejne powstania. Walki oraz choroby przynoszone przez Rosjan doprowadziły do znacznego uszczuplenia populacji Jakutów. Wielu migrowało jeszcze dalej na wschód. Rosyjscy osadnicy zaczęli się osiedlać na ziemiach Jakutów w drugiej części XVIII w., gdy Katarzyna II Wielka zajmowała kolejne wschodnie tereny (Kamczatkę, Półwysep Czukocki, Aleuty, Alaskę). Mimo to przez długi czas Rosjanie nie stanowili dużego odsetka miejscowej populacji. Kiedy w XIX w. Jakucja stała się miejscem karnego zesłania, zaczęli się tam pojawiać polityczni zesłańcy (również Polacy), którzy pozostawili po sobie opisy ludu. Jednym z pierwszych autorów, który pisał o Jakutach, był wzięty do niewoli przez Rosjan w 1707 roku polski wojskowy Ludwik Sienicki. Istotne relacje etnograficzne dotyczące Jakutów i ich wierzeń zawierają dzieła Wacława Sieroszewskiego, przede wszystkim Dwanaście lat w kraju Jakutów. Ponadto Edward Piekarski opracował słownik języka jakuckiego, zaś Feliks Kon prowadził wśród Jakutów badania etnograficzne.  
Innymi wydarzeniami, które odmieniły życie mieszkańców, były: ustanowienie łączności pocztowej, odkrycie złóż złota, konstrukcja Kolei Transsyberyjskiej oraz rozwój handlu rzecznego na rzece Lenie (która, choć przez pół roku zamarznięta, jest nadal najpewniejszą linią komunikacyjną w kraju). W Jakucji działali prawosławni misjonarze i na początku XIX w. wszyscy mieszkańcy zostali zarejestrowani jako prawosławni, choć nie doprowadziło to do zaniku religijnych praktyk ludowych. 
Wraz z ustanowieniem władzy radzieckiej, w 1919 roku Jakuci otrzymali autonomię – w ramach Republiki Rosyjskiej utworzona została Jakucka Autonomiczna Socjalistyczna Republika Radziecka. Podzielona ona była na mniejsze obwody zamieszkiwane przez Ewenów, Ewenków i Jukagirów. Jakuci byli najliczniejszą grupą etniczną w regionie i asymilowali wiele sąsiadujących grup, a nawet etnicznych Rosjan (Jakutjanie – Rosjanie, którzy przyjęli jakuckie zwyczaje, Kołymczanie – Rosjanie, którzy przyjęli zwyczaje i język). Populacja Jakutów w 1926 r. wynosiła 235 tys. i była nierównomiernie rozmieszczona. Dziewięćdziesiąt procent populacji żyło w centralnych regionach – dawnych okręgach Jakuck i Wilujsk. Trzecia grupa – z regionu Olokminska – była względnie zrusyfikowana. Jakuci cieszyli się względną swobodą do 1928 roku, kiedy to Stalin zaczął wdrażać ideę kolektywizacji. Dziesiątki tysięcy Jakutów zginęły i dopiero w latach sześćdziesiątych XX w. ich populacja osiągnęła stan sprzed kolektywizacji. W 1991 roku Jakucja proklamowała swą niepodległość jako Republika Jakucka, co jednak nie pociągnęło za sobą żadnych praktycznych skutków – kraj pozostał autonomiczną republiką rosyjską.

## Ustrój i gospodarka
Jakutów i ich sąsiadów najbardziej różniły kwestie ekonomiczne – Jakuci przede wszystkim zajmowali się hodowlą koni i bydła. Ten pastoralizm przyczynił się do zachowania na wpół nomadzkiego stylu życia. Jakuci przemieszczali się dwa razy w roku między zimowymi a letnimi obozami, a ich siedliska były porozrzucane na dużym obszarze. Zimowy obóz składał się z dwóch-trzech osad o populacji poniżej dwudziestu mieszkańców. Letnie obozy były nieco większe. Jurta – dominujący typ mieszkania – była konstrukcją na kwadratowym planie o stożkowym dachu. Ogień według wierzeń religijnych pełnił istotną funkcję w mieszkaniach – chronił rodzinę, toteż palenisko było zawsze centralnym punktem w domostwie.
Rybołówstwo było drugą z najważniejszych gałęzi jakuckiej ekonomii. Polowano przede wszystkim dla futer. Rolnictwo wprowadzili Rosjanie w XIX w., ale nigdy nie było szczególnie praktykowane. Dieta Jakuta składała się głównie z nabiału (tradycyjnymi jakuckimi produktami mleczarskimi są m.in. suorat i otrzymywany z niego gęsty twaróg sùùmèh oraz tar), następnie z ryb, na trzecim miejscu były warzywa, na ostatnim mięso. 
Przed nawiązaniem kontaktów z Rosjanami Jakuci żyli w ustroju rodowym. Dzielili się na liczne podgrupy zwane d'on lub ajmak, które były ze sobą w permanentnie wrogich stosunkach, co prowadziło do wojen. Klanom (było ich około 80) przewodziła arystokracja – tojoni, którzy byli zarazem przywódcami wojskowymi. Tojoni byli bogaci i mieli liczne stada, zatrudniali pracowników i niewolników oraz zależnych od siebie członków klanu.
Pierwotnym modelem rodzinnym była rodzina nuklearna. Małżeństwa były zazwyczaj monogamiczne, choć na początku XIX w. zamożniejsi praktykowali poligamię. Ta sytuacja była przyczyną powstania błędnego wyobrażenia o klanach matrylinearnych. Klany jakuckie były bez wątpienia patrylinearne, choć dzielone na mniejsze podgrupy. Te podpodziały wywodziły się z istnienia jednego przodka, ale różnych jego żon.
Klany utrzymywały się do czasów rewolucji bolszewickiej w formie jednostek administracyjnych. Każdy klan tworzył społeczność zwaną aga-usa. Członkowie wybierali starszyznę i powoływali radę. Kolejny etap organizacji to naslegi, a poziom dalej – ulus. Każdy poziom miał swoją radę i wybieraną w drodze głosowania starszyznę. 

## Wierzenia
Jakuci, podobnie jak inne rdzenne ludy Syberii wyznawali szamanizm. Szaman był pośrednikiem w kontaktach z duchami. Odgrywał on ważną rolę mediatora pomiędzy ludźmi, bóstwami i duchami. Przekazywał zarówno różnorakie prośby kierowane przez ludzi do sił pozaziemskich, jak i wolę rządzących światem istot nadprzyrodzonych. Szamanem mógł być zarówno mężczyzna jak i kobieta, choć te ostatnie według Jakutów miały z natury większą moc. Pojawienie się choroby nerwowej było znakiem, że osoba została wybrana przez duchy. Głównymi obowiązkami szamana było leczenie i zapobieganie katastrofom, pełnił też funkcję kapłana. Kowale byli uważani za związanych z szamanami i również mogli leczyć choroby oraz udzielać porad i wygłaszać przepowiednie. Wierzono, że kowale mają moc większą niż duchy, gdyż te boją się dźwięku kutego żelaza.
Tradycje wierzeniowe ludów Syberii są niezwykle trwałe. Pomimo prawie 400-letniego panowania Rosjan Jakuci zachowali tożsamość kulturową i etniczną, a także wiele elementów tradycyjnych wierzeń. Do dziś funkcjonuje świąteczno-rytualny podział syberyjskiej przestrzeni. Syberia rządzi się swoistymi prawami tubylczej konceptualizacji świata. Dla obcych te zasady rzadko bywają zrozumiałe. Pokłonić się duchom tajgi czy tundry to, zwłaszcza dla starszych, rytuał. Tubylec nie przekroczy granicy, którą wskazali szamani nie oddawszy honorów Baaj Baajanowi – duchowi tajgi. Według wierzeń Jakutów i wielu innych ludów Syberii wszechświat dzieli się na trzy światy: górny (niebo), środkowy (ziemia) i dolny (podziemia). Świat górny jest siedzibą duchów dobrych, dolny zmarłych i duchów nieżyczliwych człowiekowi, zaś ziemia (środkowy) jest miejscem gdzie przebywają ludzie, zwierzęta i duchy, zarówno dobre jak i złe. Łącznikiem pomiędzy trzema światami bywa „kosmiczne drzewo”, „mityczna rzeka” lub „słup świata” wykorzystywane w kontaktach szamana z duchami i bóstwami.
W XIX wieku Jakuci zostali formalnie nawróceni na prawosławie, jednak tradycyjne wierzenia w dużej części zostały zachowane, czemu sprzyjało rozproszenie osadnictwa i wynikający z tego praktyczny brak kontaktu z duchownymi chrześcijańskimi. Ponadto polityka ateizacyjna z okresu ZSRR w większym stopniu eliminowała wpływy chrześcijańskie, niż szamanistyczne.
Obecnie odradzająca się tożsamość narodowa powoduje zwrot w stronę tradycyjnych wierzeń, zaś sprzyja temu polityka państwowa; m.in. obchodzone przez Jakutów święto przesilenia letniego (21/22 czerwca) jest w Jakucji dniem wolnym od pracy.